# Немцева, Алевтина Олеговна
Алевтина Олеговна Немцева (род. 23 сентября 1989, Джезказган, Казахская ССР) — российская волейболистка, центральная блокирующая. Мастер спорта России.

## Биография
Начала заниматься волейболом в городе Белореченске Краснодарского края, куда в детстве переехала с семьёй из Казахстана. 1-й тренер — Л. В. Мосейчук. В 2003 приглашена в липецкий ВК «Стинол», за фарм-команду которого выступала в высшей лиге «Б» чемпионата России на протяжении трёх сезонов. В 2006 перешла в «Ладогу» из Ленинградской области, с которой прошла путь от первой лиги до высшей лиги «А». В 2011 дебютировала в суперлиге в составе хабаровского «Самородка», а после прекращения деятельности клуба в 2012 заключила контракт с ВК «Сахалин». В 2014—2018 выступала за череповецкую «Северянку», с которой трижды первенствовала в высшей лиге «А». С 2018 два сезона отыграла во Франции за клуб «Вандевр-Нанси», а после годичного перерыва в игровой карьере вернулась в российский волейбол и заключила контракт с клубом суперлиги «Спарта» из Нижнего Новгорода.

### Клубная карьера
- 2003—2006 —  «Стинол»-2 (Липецк) — высшая лига «Б»;
- 2006—2011 —  «Ладога» (Ленинградская область) — первая лига, высшие лиги «Б» и «А»;
- 2011—2012 —  «Самородок» (Хабаровск) — суперлига;
- 2012—2014 —  «Сахалин» (Южно-Сахалинск) — высшая лига «А»;
- 2014—2018 —  «Северянка» (Череповец) — высшая лига «А»;
- 2018—2020 —  «Вандевр-Нанси» (Нанси) — лига «А» (Франция);
- 2021—2022 —  «Спарта» (Нижний Новгород) — суперлига;
- 2022—2024 —  «Маккаби-Хадера» (Хадера) — премьер-лига;
- с 2024 —  «Хавран» (Хавран) — первая лига.

## Достижения
- 3-кратный победитель (2015, 2017, 2018) и серебряный призёр (2016) чемпионатов России среди команд высшей лиги «А».